# Ivo Šeparović (nogometaš)
Ivo Šeparović (Vela Luka, 1. siječnja 1961.), hrvatski je bivši nogometaš.

## Igračka karijera
Počeo je u Hajduku. Igrao je potom za niželigaša Solina u sezonama kad je Solin bio nadomak ulasku u Drugu ligu. Poslije je prešao u subotički Spartak u kojem se zadržao samo jednu polusezonu, pa je prešao u dubrovačkog drugoligaša GOŠK-Juga koji je tada bio najjači u svojoj povijesti, a s obzirom na slabe igre Hajduka potkraj 1980-ih, i možda najjači na hrvatskom jugu. Karijeru je nastavio u ljubljanskoj Olimpiji s kojom je osvojio naslov slovenskog prvaka sezone 1991./92. Karijeru je zaključio u Segesti iz Siska.

## Reprezentativna karijera
Odigrao je jednu utakmicu za hrvatsku nogometnu reprezentaciju. To je bilo 19. lipnja 1991. godine u Murskoj Soboti, u utakmici protiv Slovenije, nekoliko dana prije nego što je Hrvatska proglasila razdruženje od SFRJ. Šeparović je ušao u drugom poluvremenu, zamijenivši Ivana Cvjetkovića. Hrvatsku je vodio Dražan Jerković, a igrali su još Dražen Ladić, Zoran Vulić, Željko Vuković, Darko Dražić, Željko Župetić, Slavko Ištvanić, Srećko Bogdan, Nikola Jurčević, Fabijan Komljenović, Mladen Mladenović, Damir Kalapač, Zvonimir Boban, Aljoša Asanović i Dražen Biškup.

## Vanjske poveznice
- Profil, Hrvatski nogometni savez
- Profil, National-Football-Teams.com‎ (engl.)
- Profil, prvaliga.si]
- Profil, hrnogomet.com
- Profil, FootballDatabase.eu (engl.)